# Bill Anderson (Sänger)

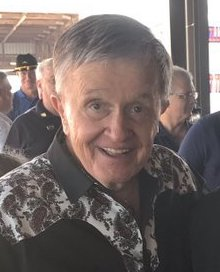
Bill Anderson 2017

Bill Anderson (* 1. November 1937 als James William Anderson in Columbia, South Carolina) ist ein US-amerikanischer Sänger und Songwriter, der in der Countryszene seit den 1950er Jahren ungewöhnlich erfolgreich war. Seine wenig kräftige Stimme brachte ihm den Spitznamen „Whispering Bill“ ein.

## Leben

### Laufbahn-Anfänge
Bill Anderson wuchs in einem Vorort von Atlanta, Georgia, auf. Bereits als Teenager begann er Songs zu schreiben, die er als Mitglied einer Schul-Band selbst vortrug. An der University of Georgia studierte er Journalismus. Sein Versuch, Baseball-Profi zu werden, scheiterte. Nach dem Gewinn eines Gesangs-Talentwettbewerbs beschloss er, Musiker zu werden, behielt aber zunächst seinen Beruf als Journalist bei der renommierten Tageszeitung Atlanta Constitution bei.
Bereits während seines Studiums hatte er als Diskjockey Eingang in die Musikszene gefunden. Bei einem kleinen Label spielte er den selbst verfassten Song City Lights ein. Es wurden insgesamt 500 Singles gepresst, die er eigenhändig verkaufte oder verschenkte. 1958 hörte Ray Price diesen Song zufällig im Radio. Er nahm ihn selbst auf und hatte damit einen seiner größten Hits. Bill Anderson erhielt nach diesem Erfolg 1958 einen Schallplattenvertrag beim Decca-Label, das in ihm zunächst einen erfolgsträchtigen Songwriter sah. Nach dem Vertragsabschluss zog Anderson nach Nashville, Tennessee.

### Songwriter
| Einstieg   | Titel                                       | Interpret                       | Rang |
| ---------- | ------------------------------------------- | ------------------------------- | ---- |
| 08/1958    | City Lights                                 | Ray Price                       | 1    |
| 11/1959    | Face to the Wall                            | Faron Young                     | 10*  |
| 01/1960    | Riverboat                                   | Faron Young                     | 4    |
| 06/1960    | The Tip of My Fingers                       | Bill Anderson                   | 7    |
| 11/1960    | I Missed Me                                 | Jim Reeves                      | 3    |
| 12/1960    | Walk Out Backwards                          | Bill Anderson                   | 9    |
| 6/1961     | When Two Worlds Collide                     | Roger Miller                    | 6*   |
| 07/1961    | Po’ Folks                                   | Bill Anderson                   | 9    |
| 09/1961    | Happy Birthday to Me                        | Hank Locklin                    | 7    |
| 11/1961    | Losing Your Love                            | Jim Reeves                      | 2*   |
| 04/1962    | My Name Is Mud                              | James O’Gwynn                   | 7    |
| 07/1962    | Mama Sang a Song                            | Bill Anderson                   | 1    |
| 11/1962    | We Missed You                               | Kitty Wells                     | 7    |
| 12/1962    | I’ve Enjoyed As Much of This As I Can Stand | Porter Wagoner                  | 7    |
| 02/1963    | Still                                       | Bill Anderson                   | 1    |
| 06/1963    | Tips of My Fingers                          | Roy Clark                       | 10   |
| 08/1963    | 8 X 10                                      | Bill Anderson                   | 2*   |
| 12/1963    | Peel Me a Nanner                            | Roy Drusky                      | 8    |
| 01/1964    | Saginaw, Michigan                           | Lefty Frizzell                  | 1*   |
| 01/1964    | Five Little Fingers                         | Bill Anderson                   | 5    |
| 06/1964    | I Don’t Love You Anymore                    | Charlie Louvin                  | 4    |
| 07/1964    | Me                                          | Bill Anderson                   | 8    |
| 10/1964    | Once a Day                                  | Connie Smith                    | 1    |
| 11/1964    | Three A.M.                                  | Bill Anderson                   | 8    |
| 01/1965    | Then and Only Then                          | Connie Smith                    | 4    |
| 04/1965    | I Can’t Remember                            | Connie Smith                    | 9*   |
| 021966     | Nobody but a Fool                           | Connie Smith                    | 4    |
| 02/1966    | I Love You Drops                            | Bill Anderson                   | 4    |
| 07/1966    | The Tip of My Finger                        | Eddy Arnold                     | 3    |
| 08/1966    | I Get the Fever                             | Bill Anderson                   | 1    |
| 10/1966    | Bad Seed                                    | Jan Howard                      | 10   |
| 02/1967    | The Cold Hard Facts of Life                 | Porter Wagoner                  | 2    |
| 02/1967    | Get While the Gettin’s Good                 | Bill Anderson                   | 5    |
| 06/1967    | Cincinnati, Ohio                            | Connie Smith                    | 4    |
| 03/1968    | Wild Weekend                                | Bill Anderson                   | 2    |
| 08/1968    | Happy State of Mind                         | Bill Anderson                   | 2    |
| 11/1969    | You and Your Sweet Love                     | Connie Smith & Nat Stuckey      | 6    |
| 03/1969    | My Life                                     | Bill Anderson                   | 1    |
| 06/1969    | When Two Worlds Collide                     | Jim Reeves                      | 6*   |
| 11/1969    | If It’s All the Same to You                 | Bill Anderson & Jan Howard      | 2    |
| 02/1970    | I Never Once Stopped Loving You             | Connie Smith                    | 5*   |
| 10/1970    | Where Have All Our Heroes Gone              | Bill Anderson                   | 6*   |
| 07/1971    | Quits                                       | Bill Anderson                   | 3    |
| 10/1971    | Dis-Satisfied                               | Bill Anderson & Jan Howard      | 4*   |
| 04/1972    | All the Lonely Women in the World           | Bill Anderson                   | 5    |
| 03/1973    | The Lord Knows I’m Drinking                 | Cal Smith                       | 1    |
| 03/1973    | If You Can Live with It                     | Bill Anderson 2                 |      |
| 07/1973    | The Corner of My Life                       | Bill Anderson                   | 2*   |
| 09/1973    | Slippin' Away                               | Jean Shepard                    | 4    |
| 12/1974    | City Lights                                 | Mickey Gilley                   | 1    |
| 12/1975    | Sometimes                                   | Bill Anderson & Mary Lou Turner | 1    |
| 05/1978    | I Can’t Wait Any Longer                     | Bill Anderson                   | 4*   |
| 07/1979    | I May Never Get to Heaven                   | Conway Twitty                   | 1*   |
| 02/1992    | The Tips of My Fingers                      | Steve Wariner                   | 3    |
| 03/1999    | Wish You Were Here                          | Mark Wills                      | 1*   |
| 04/1999    | Two Teardrops                               | Steve Wariner                   | 2*   |
| 11/2002    | A Lot of Things Different                   | Kenny Chesney                   | 6*   |
| 06/2004    | Whiskey Lullaby                             | Brad Paisley & Alison Krauss    | 3*   |
| 08/2006    | Give It Away                                | George Strait                   | 1*   |
| 02/2007    | I’ll Wait for You                           | Joe Nichols                     | 7*   |
| * Co-Autor |                                             |                                 |      |

Zu seinen ersten Songwriter-Titeln für Decca zählt der Song That’s What It’s Like to Be Lonesome, den er 1958 für sich selbst geschrieben hatte. Es wurde nach City Lights sein zweiter Songwriter-Titel in den Country-Charts (Platz 12 bei Billbord). Damit begann eine erfolgreiche Karriere, die sich über sechs Jahrzehnte erstreckte. Bis 2009 erfasste Billboard in seinen Chartlisten 130 von Anderson geschriebene Titel, von denen allein 13 zu Nummer-eins-Hits wurden. Während er die meisten Songs auch selber gesungen hatte, schrieb er Erfolgstitel auch für Counry-Größen wie Hank Locklin, Roger Miller, Jim Reeves, Connie Smith oder Faron Young. Bis 1979 schrieb er seine Songs vorwiegend für Decca und dessen Nachfolger MCA, danach war er ohne festen Vertrag für unterschiedliche Labels tätig, z. B. Columbia und Mercury. Seinen vorläufig letzten Chart-Titel schrieb Bill Anderson 2009 mit I'll Wait for You im Alter von 71 Jahren für das Coutry-Duo Sugarland. Seine Erfolge brachten ihm sechsmal den Titel Songwriter des Jahres ein.

### Sänger
| Einstieg   | Titel                             | Hot 100 | Country (Top 10) |
| ---------- | --------------------------------- | ------- | ---------------- |
| 20.06.1960 | The Tip of My Fingers             |         | 7                |
| 26.12.1960 | Walk Out Backwards                |         | 9                |
| 10.07.1961 | Po' Folks                         |         | 9                |
| 26.07.1962 | Mama Sang a Song                  | 89      | 1                |
| 23.02.1963 | Still                             | 08      | 1                |
| 24.08.1963 | 8 X 10                            | 53      | 2                |
| 25.01.1964 | Five Little Fingers               |         | 5                |
| 25.07.1964 | Me                                |         | 8                |
| 14.11.1964 | Three A.M.                        |         | 8                |
| 19.02.1966 | I Love You Drops                  |         | 4                |
| 27.08.1966 | I Get the Fever                   |         | 1                |
| 04.02.1967 | Get While the Gettin’s Good       |         | 5                |
| 22.07.1967 | No One’s Gonna Hurt You Anymore   |         | 10               |
| 23.03.1968 | Wild Weekend                      |         | 2                |
| 24.08.1968 | Happy State of Mind               |         | 2                |
| xx.12.1968 | Po' Folks' Christmas              | 18      |                  |
| 22.03.1969 | My Life                           |         | 1                |
| 26.07.1969 | But You Know I Love You           |         | 2                |
| 21.03.1970 | Love Is a Sometimes Thing         |         | 5                |
| 24.10.1970 | Where Have All Our Heroes Gone    | 93      | 6                |
| 20.03.1971 | Always Remember                   |         | 6                |
| 24.07.1971 | Quits                             |         | 3                |
| 01.04.1972 | All the Lonely Women in the World |         | 5                |
| 23.09.1972 | Don’t She Look Good               |         | 2                |
| 17.03.1973 | If You Can Live with It           |         | 2                |
| 14.07.1973 | The Corner of My Life             |         | 2                |
| 29.12.1973 | World of Make Believe             |         | 1                |
| 02.11.1974 | Every Time I Turn the Radio On    |         | 7                |
| 04.09.1976 | Peanuts and Diamonds              |         | 10               |
| 18.12.1976 | Liars One, Believers Zero         |         | 6                |
| 21.05.1977 | Head to Toe                       |         | 7                |
| 13.05.1978 | I Can’t Wait Any Longer           | 80      | 4                |

Bevor Bill Anderson sein langjähriges Engagement bei der Schallplattenfirma Decca begann, hatte er bereits in den Jahren 1957 und 1958 einige Singles bei dem texanischen Label TNT (Tanner ´n´ Texas) aufgenommen. Zu den dort veröffentlichten Titeln gehörte auch City Lights, der später mit Erfolg von Ray Price gecovert wurde. Obwohl Decca Anderson in erster Linie als Songwriter unter Vertrag genommen hatte, wurden mit ihm ab 1958 auch selbst besungene Singles aufgenommen. Seine erste Decca-Single erschien im Dezember 1958 (A: That’s What It’s Like To Be Lonesome / B: The Thrill Of My Life) mit der Katalog-Nr. 30733. Bereits der A-Seiten-Titel erreichte in den Billboard-Countrycharts Platz zwölf. Mit The Tip of My Fingers kam Anderson im Sommer 1960 erstmals unter die Top 10, der erste Nummer-eins-Hit war Mama Sang a Song im Sommer 1962. Bis 1991 listete Billboard 76 von Anderson gesungene Titel in seinen Hitlisten, darunter waren fünf Songs, die in den Countrycharts zur Nummer eins wurden, 27 weitere Titel kamen unter die Top 10. Anderson veröffentlichte seine Aufnahmen bis 1972 bei Decca und wurde anschließend vom Nachfolgelabel MCA übernommen. Während bei Decca etwa 40 Singles und circa 25 Langspielplatten erschienen, produzierte MCA bis 1981 um die 30 Singles und etwa zehn Langspielplatten. Auch mit seinen Langspielplatten war Anderson erfolgreich, 29 seiner fast 50 Alben kamen in die LP-Charts. Die erfolgreichste Langspielplatte erschien unter dem Titel I Love You Drops bei Decca im August 1966 und wurde zur Nummer eins in den LP-Countrycharts. Nachdem MCA 1981 den Plattenvertrag mit Bill Anderson aufgelöst hatte, wechselte dieser in den folgenden Jahren zu verschiedenen kleineren Schallplattenfirmen. Bis 1991 hatte Andersen bis zu 80 Singles veröffentlicht. Darunter sind auch etliche Duettplatten, die er mit Jan Howard, Mary Lou Turner und Toni Bellini produziert hatte.
| A/B-Seite                                                              | Katalog-Nr.    | veröffentl. |
|                                                                        | TNT            |             |
| Take Me / Empty Room                                                   | 146            | 04/1957     |
| City Lights / No Song to Sing                                          | 9015           | 01958       |
| Take Me / Empty Room (Neuauflage)                                      | 165            | 06/1959     |
|                                                                        | Decca          |             |
| That’s What It’s Like to Be Lonesome / The Thrill of My Life           | 30733          | 12/1958     |
| Ninety Nine / Back Where I Started From                                | 30914          | 06/1959     |
| It’s Not the End Of Everything / Dead or Alive                         | 30993          | 10/1959     |
| The Tip of My Fingers / No Man’s Land                                  | 31092          | 05/1960     |
| Walk Out Backwards / The Best of Strangers                             | 31168          | 10/1960     |
| Po' Folks / Goodbye Cruel World                                        | 31262          | 06/1961     |
| Get a Little Dirt on Your Hands / Down Came The Rain                   | 31358          | 02/1962     |
| Mama Sang a Song / On and on and On                                    | 31404          | 06/1962     |
| Still / You Made It Easy                                               | 31458          | 01/1963     |
| Eight By Ten / One Mile Over, Two Miles Back                           | 31521          | 08/1963     |
| Easy Come, Easy Go / Five Little Fingers                               | 31577          | 12/1963     |
| Me / Cincinnati Ohio                                                   | 31630          | 06/1964     |
| In Case You Ever Change Your Mind / Three A.M.                         | 31681          | 10/1964     |
| You Can Have Her / Certain                                             | 31743          | 02/1965     |
| Bright Lights and Country Music / Born                                 | 31825          | 08/1965     |
| I Know You're Married / Time Out (& Jan Howard)                        | 31884          | 12/1965     |
| I Love You Drops / Golden Guitar                                       | 31890          | 12/1965     |
| I Get the Fever / The First Mrs. Jones                                 | 31999          | 08/1966     |
| Get While the Gettin’s Good / Something to Believe In                  | 32077          | 01/1967     |
| No One’s Gonna Hurt You Anymore / Papa                                 | 32146          | 06/1967     |
| For Lovin' You / Untouchables (& Jan Howard)                           | 32197          | 10/1967     |
| Happiness (Neuaufnahme) / Stranger on the Run                          | 32215          | 10/1967     |
| Wild Week-End / Fun While It Lasted                                    | 32276          | 03/1968     |
| Happy State of Mind / Time’s Been Good to Me                           | 32360          | 07/1968     |
| Po' Folks Christmas / Christmas Time’s a Comin'                        | 32417          | 11/1968     |
| My Life / To Be Alone                                                  | 32445          | 02/1969     |
| If It’s All the Same to You / I Thank God for You (& Jan Howard)       | 32511          | 10/1969     |
| But You Know I Love You / A Picture from Life’s Other Side             | 32514          | 11/1969     |
| Love Is a Sometimes Thing / And I'm Still Missing You                  | 32643          | 01/1970     |
| Someday We'll Be Together / Who Is the Biggest Fool (& Jan Howard)     | 32689          | 05/1970     |
| Where Have All Our Heroes Gone / I Love You Memory                     | 32744          | 09/1970     |
| Always Remember / You Can Change My Mind                               | 32793          | 01/1971     |
| Quits / I'll Live for You                                              | 32850          | 07/1971     |
| Dis-Satisfied / Knowing You're Mine (& Jan Howard)                     | 32877          | 09/1971     |
| All the Lonely Women / It Was Time for Me to Move                      | 32930          | 02/1972     |
| Don’t She Look Good / I'm Just Gone                                    | 33002          | 08/1972     |
|                                                                        | MCA            |             |
| If You Can Live With It / Let’s Fall Apart                             | 40004          | 01/1973     |
| The Corner of My Life / Home and Things                                | 40070          | 06/1973     |
| The World of Make Believe / Gonna Shine It on Again                    | 40164          | 11/1973     |
| Can I Come Home to You / I'm Happily Married                           | 40243          | 05/1974     |
| Every Time I Turn the Radio On / You are My Story                      | 40304          | 09/1974     |
| Talk to Me Ohio / I Still Feel the Same About You                      | 40351          | 01/1975     |
| We Made Love / Country D.J.                                            | 40404          | 05/1975     |
| Thanks / Why'd the Last Time Have to Be the Best                       | 40443          | 08/1975     |
| Sometimes / Circle in a Triangle (& Mary Lou Turner)                   | 40488          | 11/1975     |
| That’s What Made Me Love You / Can We Still Be Friends (& M.L. Turner) | 40553          | 04/1976     |
| Peanuts and Diamonds / Your Love Blows Away                            | 40595          | 08/1976     |
| Liars One, Believers Zero / Let Me Whisper Darling                     | 40661          | 11/1976     |
| Head to Toe / This Ole Suitcase                                        | 40713          | 03/1977     |
| Where Are You Going Billy Boy / Sad Ole Shade of Grey (& M.L. Turner)  | 40753          | 06/1977     |
| Still the One / Love Song for Jackie                                   | 40794          | 10/1977     |
| I'm Way Ahead of You / Just Enough to Make Me Want It (& M.L. Turner)  | 40822          | 01/1978     |
| I Can’t Wait Any Longer / Joanna                                       | 40893          | 04/1978     |
| Double S / Married Lady                                                | 40964          | 11/1978     |
| This Is a Love Song / Remembering the Good                             | 40992          | 02/1979     |
| The Dream Never Dies / One More Sexy Lady                              | 41060          | 07/1979     |
| More Than a Bedroom Thing / Love Me and I'll Be Your Best Friend       | 41150          | 11/1979     |
| Make Mine Night Time / Old Me and You                                  | 41212          | 04/1980     |
| Rock and Roll to Rock of Ages / I'm Used to the Rain                   | 41297          | 08/1980     |
| I Want That Feeling Again / She Made Me Remember                       | 51017          | 11/1980     |
| Mister Peppers / How Married are You Mary Ann?                         | 51052          | 02/1981     |
| Homebody / One Man Band                                                | 51150          | 07/1981     |
| Whiskey Made Me Stumble / All That Keeps Me Going                      | 51204          | 11/1981     |
| I Wonder If God Likes Country Music / Ride Off the Sunset              | 52290          | 10/1983     |
|                                                                        | Southern Track |             |
| Southern Fried / You Turn the Light On                                 | 1007           | 08/1982     |
| Laid Off / Lovin' Tonight                                              | 1011           | 12/1982     |
| Thank You Darling / Lovin' Tonight                                     | 1014           | 02/1983     |
| Son of the South / 20th Century Fox                                    | 1021           | 07/1983     |
| Your Eyes / I Never Get Enough of You                                  | 1026           | 04/1984     |
| Speculation / We May Never Pass This Way Again                         | 1030           | 07/1984     |
|                                                                        | Swanee         |             |
| Pity Party / Five Little Fingers                                       | 5015           | 05/1985     |
| Wine the Clown / Wild Weekend                                          | 4013           | 08/1985     |
| When You Leave That Way You Can Never Go Back / Quits                  | 5018           | 01985       |
|                                                                        | Southern Track |             |
| Sheet Music / Maybe Go Down                                            | 1067           | 12/1986     |
| No Ordinary Memory / Sheet Music                                       | 1077           | 08/1987     |
| Love Slippin' Away / Don’t Take It Away (& Toni Bellini)               | 2017           | 01990       |
|                                                                        | Curb           |             |
| Deck of Cards / Thank You Darling                                      | 76855          | 01/1991     |
| 0fett: in den Top 10 bei Billboard                                     |                |             |

| Titel                                  | Katalog-Nr.     | veröffentl. | LP-Charts |
|                                        | Decca           |             |           |
| Sings Country Heart Songs              | 4192            | 01/1962     |           |
| Still                                  | 4427            | 06/1963     | 10.       |
| Bill Anderson Sings                    | 4499            | 02/1964     | 07.       |
| Bill Anderson Showcase                 | 4600            | 11/1964     |           |
| From This Pen                          | 4646            | 6/1965      | 07.       |
| Bright Lights and Country Music        | 4686            | 11/1965     | 06.       |
| I Love You Drops                       | 4771            | 08/1966     | 01.       |
| Get While the Gettin’s Good            | 4855            | 02/1967     | 08.       |
| I Can Do Nothing Alone                 | 4886            | 06/1967     | 23.       |
| Bill Anderson’s Greatest Hits          | 4859            | 10/1967     | 06.       |
| For Loving You                         | 4959            | 02/1968     | 06.       |
| Wild Week-End                          | 4998            | 05/1968     | 10.       |
| Happy State of Mind                    | 75056           | 09/1968     | 24.       |
| The Bill Anderson Story                | XS 7198         | 03/1969     |           |
| My Life / But You Know I Love You      | 75142           | 6/1969      | 04.       |
| Bill Anderson’s Christmas              | 75161           | 11/1969     |           |
| If It’s All the Same To You            | 75184           | 03/1970     | 25.       |
| Love Is a Sometimes Thing              | 75206           | 06/1970     | 10.       |
| Where Have All Our Heroes Gone         | 75254           | 12/1970     | 27.       |
| Always Remember                        | 75275           | 04/1971     | 13.       |
| Bill Anderson’s Greatest Hits (Vol. 2) | 75315           | 09/1971     | 18.       |
| Bill and Jan                           | 75293           | 01/1972     | 09.       |
| Singing His Praise                     | 75339           | 03/1972     |           |
| All the Lonely Women in the World      | 75344           | 05/1972     | 14.       |
| Don’t She Look Good                    | 75383           | 11/1972     | 10.       |
|                                        | MCA             |             |           |
| Bill                                   | 320             | 11/1972     | 15.       |
| “Whispering” Bill Anderson             | 416             | 06/1974     | 17.       |
| Every Time I Turn the Radio On         | 454             | 01/1975     | 22.       |
| Sometimes (& Mary Lou Turner)          | 2182            | 01/1976     | 06.       |
| Peanuts and Diamonds and Other Jewels  | 2222            | 09/1976     | 12.       |
| Scorpio                                | 2264            | 04/1977     | 21.       |
| Billy Boy and Mary Lou (& M.L. Turner) | 2298            | 06/1977     | 39.       |
| Love... and Other Sad Stories          | 2371            | 06/1978     | 34.       |
| Ladies Choice                          | 3075            | 01/1979     | 44.       |
| Nashville Mirrors                      | 3214            | 02/1980     |           |
|                                        | Vocalion        |             |           |
| Bill Anderson Country Style            | 3835            | 03/1968     |           |
| Just Plain Bill                        | 73927           | 06/1972     |           |
|                                        | Southern Tracks |             |           |
| Southern Fried                         | 001             | 01983       |           |
|                                        | Swanee          |             |           |
| Yesterday-Today-Tomorrow               | 5007            | 01984       |           |
|                                        | Po Folks        |             |           |
| A Place Out in the Country             | 002             | 01986       |           |
| Celebration                            | 003             | 01987       |           |
| Yesteryear                             | 005             | 01989       |           |

### Entertainer
1961 wurde Bill Anderson ständiges Mitglied der Nashviller Grand Ole Opry, der langlebigsten Radioshow in den Vereinigten Staaten. Als erster Country-Künstler moderierte Bill Anderson mit der TV-Spielshow The Better Sex bei ABC ein eigenes US-weites Fernsehprogramm. Außerdem wirkte er drei Jahre lang bei der ABC-Fernsehserie One Life to Live mit. Weitere von ihm moderierte Fernsehshows, wie Fandango oder Opry Backstage wurden vom Nashville Network ausgestrahlt. In seiner TV-Show Country’s Family Reunion ließ er seit 1997 regelmäßig bekannte Country-Stars auftreten.

### Ehrungen
1975 wurde Bill Anderson von Nashville in die Songwriters Hall of Fame aufgenommen. Zehn Jahre später fand er Eingang in die Music Hall of Fame des Staates Georgia. Es folgte 1993 die Aufnahme in die Broadcasters’ Hall of Fame von Georgia. Auch South Carolina verewigte Anderson in seiner Music and Entertainment Hall of Fame. Die höchste Ehrung wurde ihm zuteil, als er 2001 in die prestigeträchtige Nashviller Country Music Hall of Fame aufgenommen wurde. 2008 zeichnete ihn die Academy of Country Music aus. Für seine Kompositionen wurde er fünfmal für den Grammy nominiert.

### Sonstiges
In den 1980er Jahren war Bill Anderson Pressesprecher der nach seinem Erfolgssong Po' Folks benannten Restaurantkette. Er ist Autor mehrerer Bücher. 1989 veröffentlichte er seine Autobiografie Whisperin Bill, 1993 erschien sein humoristischer Blick auf die Musikszene mit dem Buch I Hope You’re Living As High On The Hog As The Pig You Turned Out To Be. Große Aufmerksamkeit erreichte auch sein 2010 erschienenes Werk Letters to My Fans. Seit einigen Jahren lebt Bill Anderson in seinem Haus am Old Hickory Lake in der Nähe von Nashville.